# Philibert de la Guiche
Philibert de La Guiche est un noble du Charolais, proche de Henri III et catholique modéré durant les guerres de religion. Il est Grand maître de l'Artillerie en 1578, gouverneur de Lyon en 1595-1607 et bailli de Mâcon.

## Histoire

### Origine, enfance, mariages
La famille de Philibert de La Guiche est une ancienne famille noble du Charolais possédant le bailliage de Mâcon. Son père Gabriel est seigneur de la Guiche, Chaumont, Torc(h)y et Saint-Géran et bailli de Mâcon ; sa mère, mariée en août 1540, est Anne Soreau/Sorel de St-Géran de Coudun (arrière-petite-nièce d'Agnès Sorel).
Philibert de La Guiche se marie 1° 1570 avec Eléonore de Chabannes-La Palice, fille de Charles et petite-fille du maréchal Jacques de Chabannes, deux anciens gouverneurs de Lyon, et 2° avec Antoinette, fille de Guy (de) Daillon du Lude et de Jacqueline de La Fayette dame de Pontgibaud .

### Guerres de religion
En 1572, lors de la Saint-Barthélémy, en tant que bailli de Mâcon, il fait emprisonner les protestants et empêche ainsi leur massacre par la population. En 1574, il récidive en s'opposant aux ordres de la Cour demandant leur massacre,.

### Auprès d'Henri III
Il devient un familier du Duc d'Anjou, qu'il accompagne en Pologne et dans les conflits des guerres de religion. En 1569, il participe aux batailles de Jarnac et de Moncontour. Il est fait chevalier de l'ordre du Saint-Esprit et reçoit en 1578 la charge de Grand maître de l'artillerie. Henri III ayant reconnu Henri de Navarre comme son successeur, Philibert de la Guiche combat aux côtés du futur roi contre les ligueurs. Il réalise de nouveaux coups d'éclat à la bataille d'Arques et surtout d'Ivry.

### Gouverneur de Lyon
Henri IV lui confie le gouvernement du Lyonnais, province ayant contesté longtemps l'autorité royale et nécessitant une mise au pas ferme. Sa nomination officielle est datée du 21 septembre 1595 mais seulement enregistrée le 14 juin 1596. Il fait son entrée solennelle à Lyon avec sa femme la demoiselle du Lude, le 27 avril 1598.
Sous son autorité, il a successivement pour lieutenants Guillaume de Gadagne mort en janvier 1601, Jacques Mitte de Chevrières mort le 9 mai 1606, et Antoine de Gadagne d'Ostun, seigneur de la Baume et sénéchal de Lyon. Il apaise les troubles et impose une paix entre les partis, son gouvernorat ne connaissant pas de conflits importants. Après avoir demeuré dans la cité les dernières années de sa vie, il décède à Lyon le 14 juin 1607.

### Postérité
De sa deuxième femme Antoinette Daillon du Lude, il a, : 
- un fils, † enfant « d'un coup qu'il reçut près une cheminée en jouant avec son père », selon La Chesnaye des Bois
- Henriette de La Guiche, dame de Chaumont, née en juillet 1600 et † mai 1682, x 1° 1619 Jacques de Goyon-Matignon de Torigni († 1626 ; fils de Charles), et 2° 1629 Louis-Emmanuel de Valois, duc d'Angoulême et comte d'Auvergne, petit-fils de Charles IX
- Anne de La Guiche, † 1663, x 1631 le maréchal Henri de Schomberg, d'où Jeanne-Armande de Schomberg (posthume 1632-1706), femme de Charles II de Rohan-Guémené duc de Montbazon (1633-1699), et mère de Charles III
- Eléonore, † peu après son père, en 1607.

Sa fille, Henriette de la Guiche, le fait représenter à cheval en armure, au dessus de la porte d'honneur des écuries du château de Chaumont en Charolais.

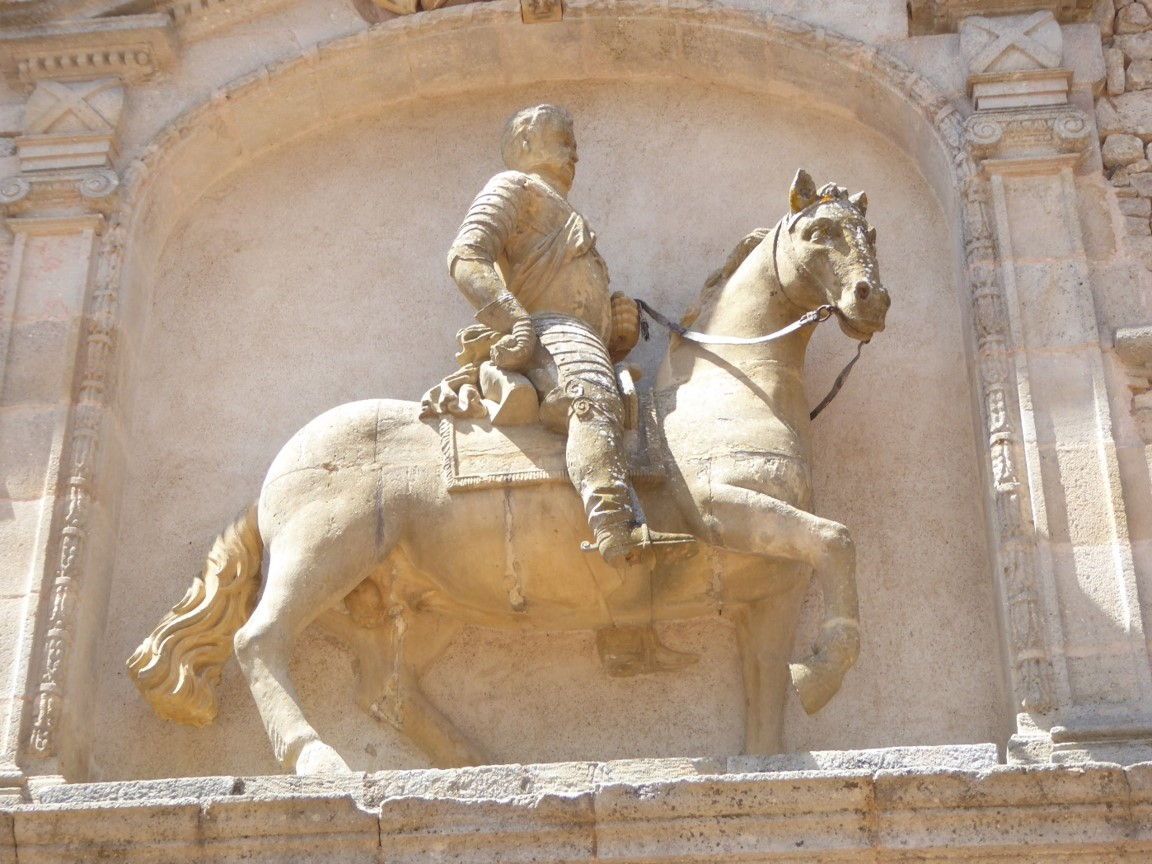
Philibert de La Guiche, écuries du château de Chaumont en Charolais